# Biserica „Sfântul Nicolae” din Sânpetru
Biserica cu hramul „Sfântul Nicolae” se află în localitatea Sânpetru, comuna Sânpetru, județul Brașov. Biserica se află pe noua listă a monumentelor istorice sub codul LMI:  BV-II-m-A-11816.
Ctitorii principali sunt negustorii din Brașov în frunte cu Jupân Hagi Șandru și soția Paraschiva, cum reiese din pisanie.

## Istoric
În arhivele Statului Brașov, documentele atestă că cele 33 de familii de români cer în anul 1762 un preot pentru biserica de lemn deja existentă, preot ce este investit în anul 1779. În 1780 credincioșii ortodocși români cer autorităților să li se dea voie să ridice o biserică din piatră și cărămidă, cerere aprobată în contextul edictelor iozefine de toleranță religioasă. În 1781 încep lucrările de zidire ale bisericii care se termină în anul 1784. Turnul clopotniță este zidit mai târziu, respectiv în 1801 datorită faptului că locașurile de cult ortodoxe nu trebuiau să se vadă de la distanță sau de aproape.
Și astăzi această biserică este greu accesibilă vederii întrucât se află la periferia localității într-o zonă mai joasă, înconjurată de case. Cine trece prin Sânpetru spre Brașov nu poate vedea biserica cu toate că este aproape de șosea.

## Arhitectura
Biserica este în formă de navă sau corabie împărțită în altar, naos, pronaos și pridvor. Altarul e foarte mic și boltit cu o calotă semisferică. Naosul prezintă o calotă semicilindrică cu patru penetrații dispuse de-a lungul axei longitudinale. Pronaosul este împărțit în două de un zid cu arcade și este boltit cu calote semicilindrice dispuse perpendicular pe ax. Pridvorul este închis, având deasupra turnul clopotniță.
Zidurile au o grosime de 0,6 - 0,8 m și sunt din piatră și cărămidă. Bolțile sunt numai din cărămidă. Starea de conservare a arhitecturii este bună cu toate că pe bolți sunt câteva fisuri, dar care nu străbat grosimea zidului.

## Pictura, iconostasul și dotările interioare
Pictura interioară și exterioară a fost executată în tehnica frescă, de meșteri necunoscuți, în anul 1784. Ansamblul pictural este de tradiție post brâncovenească, cu elemente rustice, păstrând tradiția bisericilor din zonă. Astăzi, pictura interioară este degradată, necesitând o restaurare.
Iconostasul este din lemn, acoperit cu icoane și a fost restaurat de curând salvându-l de la degradare.
Biserica deține câteva cărți valoroase: un ceaslov din anul 1765, Biblia editată la Sibiu în anul 1856 și un triod tipărit în anul 1781.

## Preoți slujitori
- Ioan Neagoe (1779-1795)
- Ioan Bucur
- Irimie Creangă
- Nicolae Frateșiu
- Ioan Nan (1898 - 1945)
- Ioan Stelea (1945 - 1987)
- Ioan Andrișoaia (1987-1995)
- Lică Borșan (1995 – până în prezent)

În Sânpetru se află în construcție o biserică nouă începută în anul 2004, amplasată în centrul comunei.

## Legături externe
- Monumente istorice din România-Fișă și localizare de monument